# Edmund Verhoven
Edmund Verhoven (geboren als Johann Walter Verhoven; geboren 26. April 1740 in Merl; gestorben 13. April 1813 in Siegburg) war ein deutscher Zisterzienser und letzter Abt des Klosters Heisterbach.

## Leben
Edmund Verhovens Eltern waren der aus Brabant stammende Gisbert Verhoven sowie dessen Ehefrau Johanna Katharina Petri. Im Alter von etwa 19 Jahren trat er in die Abtei Heisterbach ein, wo er 1766 Sakristan wurde. Nach seiner Wahl zum Abt des Klosters Heisterbach im Jahre 1796 sah er sich bereits 1803 mit den Folgen der Säkularisation und der Aufhebung des Klosters konfrontiert. Nach Aufforderung hatte er zu allen im Kloster tätigen Personen eine präzise Übersicht einschließlich ihrer Tätigkeit und Kosten für Unterhalt zu erstellen. 1806 schrieb er dem Großherzog von Berg Joachim Murat einen Brief, worin er um eine Erhöhung seiner Pension bat, es wird aber angenommen, dass ihm die Bitte verwehrt blieb. Edmund Verhoven starb am 13. April 1813 in Siegburg, gemäß einer aufgegebenen Todesanzeige wurde als Grund völlige Entkräftung genannt.